# كورونا (قديسة)
القديسة كورونا شابه مصرية صغيرة السن. كانت مارة أثناء تعذيب الشهيد بقطر وذلك عم 177 م ورأت بعينيها تعذيبه، ولم تكن وقت ذلك مسيحية.
وفي أثناء تعذيب الشهيد بقطر شاهدت ملاكين كل منهما يحمل أكليلا.
كان الصمت يخيم على ساحة التعذيب وفجأه ارتفعت من وسط الجماهير المحتشده صيحة عاليه من كورونا تصيح طوباك يابقطر، طوبى للعمل المجيد الذي قدمته لله اننى ابصر ملاكين يحمل كل منهما اكليلاً رائعاً أثمنهما لك والآخر سيصبح لى. وعلى الرغم من صغر سنى وضعف طبيعتى كأمرأه إلا أنه بقوة الهك الذي أصبح إلهى أنا أيضاً سأحتمل تنكيل الوالى وعذابه ليكون لى نصيب مع المسيح.

## عذابتها
استمع الوالى هذه الشابة وأجرى محاكمتها على النحو التالى :
- الوالى : ما اسمك ايها الشابة
- كورونا :اسمى كورونا ستة عشر عاماً ومتزوجه
- متى تزوجت ؟
- منذ أربعة عشر شهراً.

و طلب منها ان تتقدم وتصلى للألهه الخالده.
- أتظن أيها الوالى أنى أفقد هذا الأكليل الأبدى ؟
- أيها الصغيرة المسكينه، إن جنونك هذا سيؤدى بك إلى فقد جمالك وحياتك أيضاً وها أنت ترين بعينيك.
- أننى أفضل أن أفقد هذه الأشياء من ملابس ومجوهرات أو حتى ذلك الجسد لأن مسيحي سيفيض عليا بغنى رحمته.
- للمرة الثانية أقول لك انهضى ياأمرأه وصلى للآلهه.
- لا تحاول أرهابى لن أفقد الأكليل السمائى من أجل طاعة أوامرك.

## استشهادها
أغتاظ الوالى وآمر بتقريب شجرتين كانتا بالقرب منه ثم قام الجنود بربط رجليها ويديها في كل من الشجرتين وعند أعطاء الأشاره تركت الشجرتان وأخذت كل شجره معها نصف جسدها ففاضت روحها إلى السماء.

## مواضيع مرتبطة
- أقباط
- تاريخ مصر المسيحية
- معهد الدراسات القبطية
- كنيسة قبطية أرثوذكسية